# Ludovik I., napuljski kralj
Ludovik/Luj I. (talijanski Luigi, Aloisio, Ludovico) (1320. — 26. svibnja 1362.) bio je član kuće Anjou te kralj Napulja, grof Provanse i knez Taranta, zbog čega je znan kao Luj od Taranta.
Član kapetske kuće Anjou, Ludovik je rođen u Napulju kao drugi sin Filipa I., kneza Taranta i njegove supruge Katarine Valois. Ludovikova je sestrična bila Ivana I., napuljska kraljica. Ivana i Ludovik bili su povezani preko različitih predaka te je Ludovik bio povezan sa Ivanom preko oca i majke. Ludovikov je stariji brat bio Robert, knez Taranta i ljubavnik kraljice Ivane. Dana 18. rujna 1345. godine, Ivanin suprug Andrija ubijen je. Prema glasinama, Ivana je naredila Andrijino ubojstvo uz Ludovikovu i Robertovu pomoć.
U Napulju, 22. kolovoza 1347., Ivana se udala za Ludovika, koji je vladao iure uxoris. Par, premda blisko povezan, nije tražio dopuštenje pape Klementa VI. Ludovik je vladao Napuljem kao kralj i samostalan vladar, ne mareći za svoju suprugu.
Ludovik je umro u Napulju 26. svibnja 1362. godine. Moguće je da je uzrok smrti bila kuga. Mlađi brat kralja Ludovika, Filip, postao je Filip II., knez Taranta. 